# Estadio de la Universidad de Chile

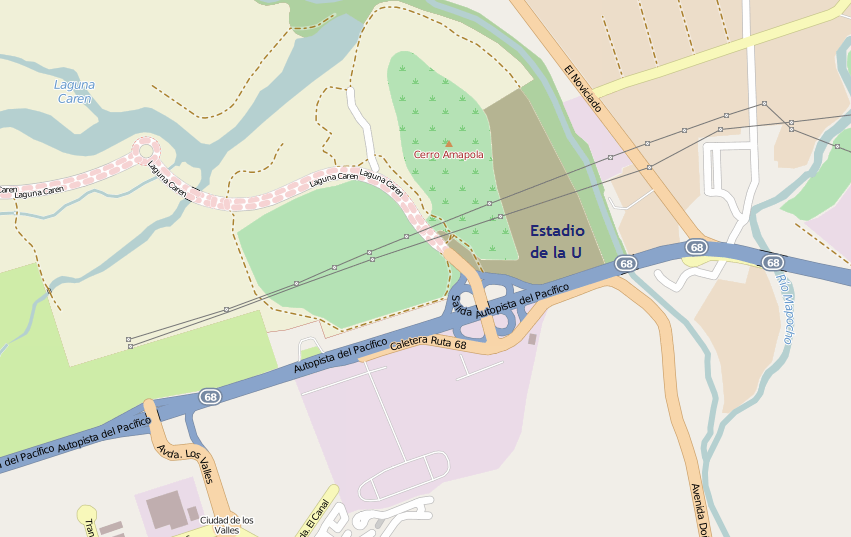
Ubicación del proyecto descartado en Laguna Carén, Pudahuel.

El Estadio de la Universidad de Chile fue un proyecto para la construcción de un estadio de fútbol propio para el Club Universidad de Chile, en la ciudad de Santiago.
El proyecto de un estadio propio de la Universidad de Chile se remonta a mediados del siglo XX, pero a la fecha no se ha llegado a concretar.
Si bien en Chile solo cinco equipos chilenos poseen un estadio propio, la construcción del estadio se ha convertido en una prioridad en las últimas décadas, especialmente para Azul Azul S.A. desde su puesta en marcha en 2007. 
En 2011, Azul Azul manifestó la intención de construir en los años siguientes un estadio para uso propio con una capacidad estimada de 35 000 espectadores, ampliable en 5.000 localidades más, y que tendría un costo superior a los 30 millones de dólares. Aunque la concesionaria logró reunir los fondos iniciales para iniciar la construcción, la dificultad de encontrar un predio adecuado para ésta retrasó el anuncio por varios años más. Diversas comunas de Santiago fueron evaluadas, incluyendo La Cisterna o La Pintana al sur, Pudahuel y Maipú al poniente, o incluso sectores en la zona norte de la ciudad.
Tras cancelar un acuerdo inicial con la Universidad de Chile para construir el estadio en los terrenos universitarios de Laguna Carén, Azul Azul anunció en diciembre de 2014 que el estadio se construiría en la comuna de La Pintana y que tendría una capacidad de 31 020 espectadores, resultando infructífero debido a las constantes protestas de los habitantes de la comuna, dando por desechado la ubicación del proyecto en dicha comuna. El sueño del estadio propio seguirá esperando.

## Situación actual

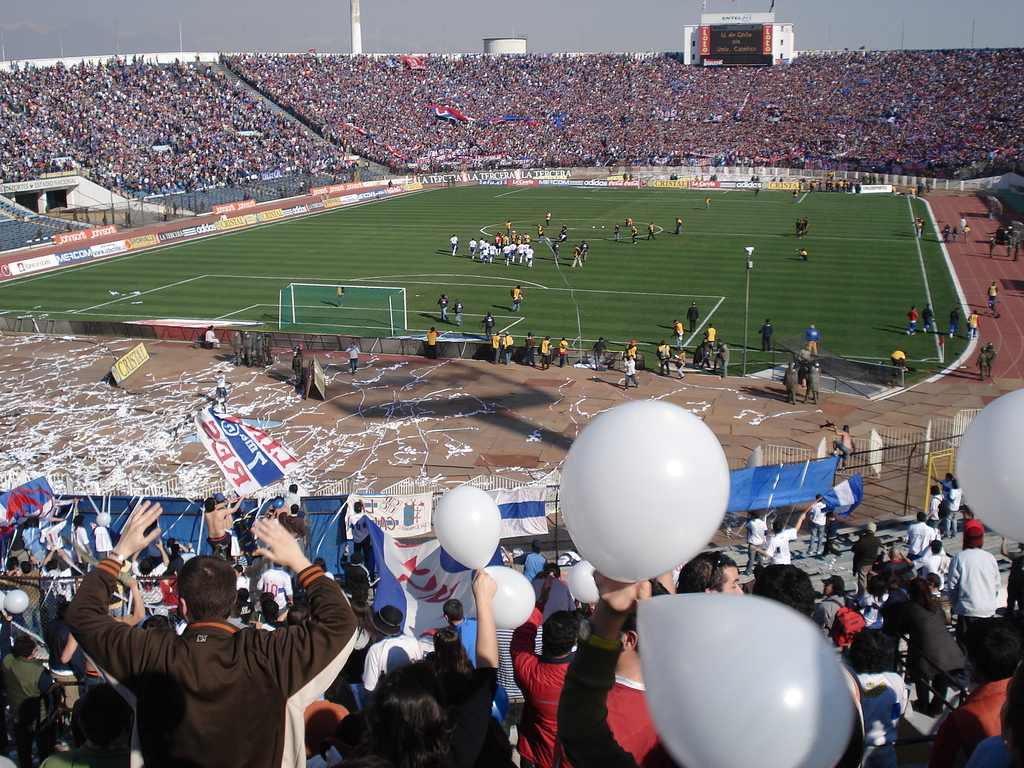
Un clásico universitario en el Estadio Nacional, donde actualmente juega Universidad de Chile.

Universidad de Chile juega de local en el Estadio Nacional (oficialmente llamado Estadio Nacional Julio Martínez Prádanos), recinto que es propiedad del Estado de Chile y operado por el Instituto Nacional de Deportes de Chile (IND). Ubicado en la comuna de Ñuñoa, fue inaugurado el 3 de diciembre de 1938 y tiene una capacidad de 50 000 espectadores. Por el goce del mismo y dependiendo de la cantidad de espectadores, el IND cobra entre 8 y 14 millones de pesos chilenos (aproximadamente entre US$ 8700 y US$ 15 300 como canon de arriendo por cada partido.
Como estadio alternativo para los partidos de local, el equipo ha utilizado el Estadio Santa Laura, cercano a la Plaza Chacabuco en la comuna de Independencia y propiedad de Unión Española. Como tercera opción, el club ha utilizado el Estadio Francisco Sánchez Rumoroso ubicado en la ciudad de Coquimbo, Región de Coquimbo, de propiedad municipal y en el cual ejerce localía el club Coquimbo Unido.

## Proyectos históricos

### Primeros proyectos
El primer proyecto de un estadio para el Club Deportivo de la Universidad de Chile y para su rama de fútbol se remonta a enero de 1937. En ese año, el rector de la casa de estudios, Juvenal Hernández Jaque, aprobó y autorizó la entrega de fondos para la construcción del recinto, el cual iba a contar con pista de atletismo, cancha de baloncesto y una piscina. Su aforo estaba presupuestado para 1.000 espectadores e iba a estar ubicado en la antigua calle Las Palmeras, en la comuna de Quinta Normal. Sin embargo, la idea no prosperó.
Otros proyectos de construcción de un estadio de fútbol para el club tuvieron lugar en la década de 1940: hubo dos intentos en 1942 y 1946, en Quinta Normal y en la población Juan Antonio Ríos de Independencia, respectivamente, los cuales no tuvieron éxito. Un tercer proyecto tuvo lugar en 1948, con la constitución de la «Sociedad Anónima Deportiva Universidad de Chile» que, con un valor de 1000 pesos por acción, tuvo por finalidad la construcción de un recinto deportivo en el fundo La Castrina (actualmente La Granja), que sería el más grande de Sudamérica en ese entonces, y que incluiría un estadio de fútbol, que se bautizaría como «Estadio Monumental Universidad de Chile», además de canchas y campos destinados a las diversas ramas del club deportivo universitario, más piscina, casino, un autódromo y un aeródromo. El impulsor de la idea fue Juvenal Hernández Jaque, mientras que Jorge Pica fue designado como gerente general y Mario Recordón como arquitecto de la construcción. No obstante, pese al apoyo del presidente chileno Gabriel González Videla, el proyecto nunca pudo concretarse, ya que no se alcanzó a vender la totalidad de las acciones (apenas 3800 de ellas).

### Plan de 1973 en Las Condes
En 1971, Emilio Torrealba, presidente del Club Deportivo de la Universidad de Chile, se propuso a efectuar la permuta de terrenos que tenía la «Sociedad Anónima Deportiva Universidad de Chile» en el sector de La Castrina por terrenos del fundo San Luis en Las Condes, ubicados al costado de la Avenida Kennedy y pertenecientes a la Corporación de Mejoramiento Urbano (CORMU), donde actualmente se encuentra el Parque Araucano. En ese nuevo sector, a través de un proyecto de arquitectura por cuenta de la CORMU, se construiría un estadio para el club, mientras que este ofrecería a las familias vecinas, sin costo, espacios públicos y educativos, entre ellos, una escuela deportiva.
El proyecto fue asignado a un equipo dirigido por el arquitecto Humberto Canobra, exjugador de la Universidad de Chile, quien concibió un diseño de estadio con tribunas semi-hundidas, evitando así la presencia de una mole de concreto en medio del parque, y con capacidad para 15 000 espectadores. Además, la parte sobresaliente de las graderías serían continuadas con un declive de césped.
Sin embargo, tras el golpe de Estado de ese año, el plan no pudo realizarse. Entre los factores que impidieron la concreción del proyecto fue la intervención militar en la Universidad de Chile y la falta de aprobación de la Municipalidad de Las Condes por malos accesos y motivos de vialidad, según el expresidente de la CORFUCH, Ambrosio Rodríguez.
Sin perjuicio de lo anterior, la permuta se llevó a cabo en noviembre de 1977: la «Sociedad Anónima Deportiva Universidad de Chile» (en proceso de liquidación) permutó sus terrenos de La Castrina por los terrenos de la ex Villa San Luis, de aproximadamente 11 hectáreas. Según el acta de la Cuarta Sesión de la Comisión Liquidadora de la Sociedad Anónima Deportiva: «se permuta un terreno como el de "La Castrina", ubicado en un sector que no se presta para la construcción de un campo deportivo universitario, rodeado de poblaciones de mala calidad y con una movilización deficiente, por un terreno ubicado en uno de los mejores sectores de la Comuna de Las Condes cerca de la mayoría de los estadios particulares de Santiago, con una excelente movilización y con los trabajos del futuro Metro que pasan por el costado de la propiedad...».
El terreno adquirido, en el cual funcionó la Piscina del Club Deportivo de la Universidad de Chile, siguió perteneciendo a la «Sociedad Anónima Deportiva Universidad de Chile» hasta 1983, año en que lo transfirió a la Universidad de Chile, la cual, a su turno, lo permutó en 1984 a la Municipalidad de Las Condes. El predio recibido por la Universidad a través de la permuta, fue un inmueble ubicado con frente a calle Las Hualtatas, Avenida Presidente Kennedy y calle Pedro Canisio, en la comuna de Las Condes, que finalmente fue enajenado por la casa de estudios en 1988.

### Estadio José Miguel Carrera
En 1981, bajo la presidencia de Rolando Molina en la CORFUCH, el club compró en Brasil, a través de la «Inmobiliaria Deportiva Andrés Bello S.A.», un conjunto de estructuras metálicas destinado a la construcción de un estadio que sería edificado en terrenos de un total de casi siete hectáreas, con ubicación en Américo Vespucio y Las Torres, adquiridos ese mismo año. La obra sería llamada «Estadio José Miguel Carrera», en honor al prócer chileno, e iba a tener una capacidad para 25 000 personas. Además, el proyecto iba a incluir tres canchas de entrenamiento, cuatro camarines y un casino exclusivo para los socios del club en lo que sería la casa de campo «El Almendral».
Para recaudar fondos a fin de pagar los gastos de internación de las estructuras, que se retuvieron en el puerto de Iquique, se hizo una campaña llamada «La Gananga», consistente en rifas entre los socios e hinchas, quienes compraron palcos, plateas y galerías; no obstante, el proyecto fracasó debido al aumento de las deudas en la institución y a la crisis económica de 1982.
Finalmente, los terrenos fueron rematados y adjudicados por «Inversiones Metalpar Ltda.», mientras que la estructura mecano permaneció en Iquique hasta su enajenación en la década de 1990.

### La Ciudad Azul
En 1993, el entonces presidente de la CORFUCH, René Orozco anunció la construcción de la Ciudad Azul, un proyecto inmobiliario de 15 millones de dólares en un terreno de 127 hectáreas en El Noviciado, comuna de Lampa, al norponiente de Santiago. Para financiar este proyecto, se lanzó una campaña llamada Tiempo de Hacerse Azul para captar 100 mil nuevos socios, quienes participarían por seis sorteos con premios por casi 10 millones de dólares. Sin embargo, el concurso organizado por la empresa uruguaya Promoval fue un fracaso: sólo se inscribieron 24.000 socios, recaudando 158 millones de pesos chilenos. Finalmente, sólo se realizaron dos sorteos por autos y electrodomésticos, muy lejos de la propuesta inicial, por lo que la CORFUCH demandó a Promoval por incumplimiento contractual.
Años después, mientras el equipo lograba posicionarse deportivamente tras décadas de mal desempeño, se intentó nuevamente construir un estudio para recibir a «La U». El arquitecto Luis Alberto Reyes ganó un concurso para el proyecto del nuevo estadio en abril de 1997, sin embargo, Orozco anunció que éste no podría hacerse en la Ciudad Azul, pues no contaba con las condiciones para la construcción de un estadio. Aunque Orozco mencionó un terreno alternativo cerca de la Panamericana Norte, éste nunca se concretó. Finalmente, la Ciudad Azul nunca se construyó más allá de algunas piscinas y cabañas, siendo rematada en 2007 por 860 millones de pesos tras la quiebra del club.

## Últimos proyectos
Tras la quiebra de la CORFUCH y el proceso de reorganización que vivió el club, su administración quedó en manos de Azul Azul en 2007, quien puso como prioridad la construcción de un estadio.
Los planes se pusieron en marcha de la mano a las victorias deportivas de la Universidad de Chile entre 2010 y 2012, contando un tricampeonato nacional, su primer torneo internacional (la Copa Sudamericana 2011) y dos semifinales en la Copa Libertadores de América. La venta del goleador de la Copa Sudamericana, Eduardo Vargas al SSC Napoli por 14,8 millones de dólares (de los cuales 7 llegaron al club) permitió a Azul Azul dar sus primeros pasos concretos. La sociedad anónima declaró a la Superintendencia de Valores y Seguros que la venta permitiría financiar “la adquisición del terreno y los estudios de factibilidad necesarios”, lo que superaría los US$ 5 millones. En 2012, otros jugadores de Universidad de Chile fueron vendidos a clubes extranjeros: Junior Fernandes, Ángelo Henríquez y Marcelo Díaz. Con los ingresos obtenidos, Azul Azul logró asegurar los 15 millones de dólares que había estipulado como piso para iniciar la construcción del estadio.

### Arquitectura

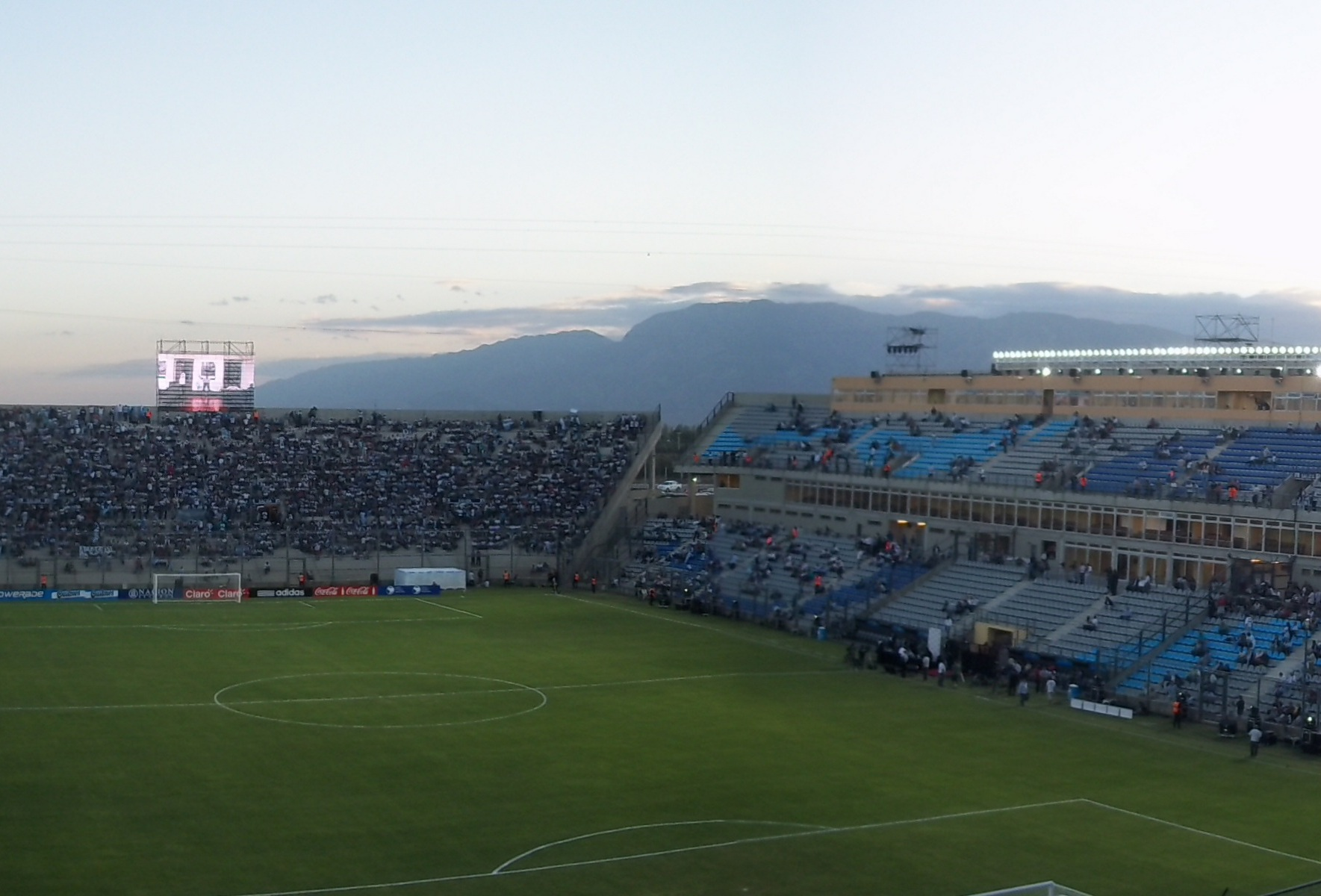
El Estadio San Juan del Bicentenario fue construido para ser sede de la Copa América 2011 y sería uno de los modelos para el estadio futuro de la Universidad de Chile.

La propuesta que genera consenso dentro de Azul Azul cuesta alrededor de unos 50 millones de dólares, financiable a través de distintas fuentes, tales como naming rights, venta de palcos, endeudamiento a plazo, aumento de capital y venta de jugadores. La capacidad del estadio estimada sería de unos 30 000 a 35 000 espectadores inicialmente, ampliable a futuro a unos 40 000.
Azul Azul ha mencionado que el Estadio San Juan del Bicentenario sería uno de los modelos a utilizar para construir el estadio, aunque manifestó interés por algunas características del Estadio de Kashima, visitado por la dirigencia durante el enfrentamiento con el equipo local por la Copa Suruga Bank.
En noviembre de 2012, fue anunciado que Iglesias & Prat Arquitectos será la oficina encargada de diseñar el Estadio de la Universidad de Chile.  Mientras   está trabajando para habilitar las sedes de los Juegos Sudamericanos de 2014, la empresa Iglesis Prat había ya presentado un proyecto de estadio para «La U» en 2009, con una capacidad de 32 000 espectadores.

### Ubicación
Azul Azul barajó distintas comunas para la construcción del recinto. En su momento se mencionó a La Pintana, La Cisterna, Pudahuel, Maipú, Estación Central, entre otras. Yuraszeck mencionó en agosto de 2012 que la construcción en La Cisterna estaba descartada y que el lugar sería anunciado en diciembre de 2012. Sin embargo, dicho anuncio fue postergado por la directiva de Azul Azul. En abril de 2014, Azul Azul anunció un acuerdo alcanzado con la Universidad de Chile que permitiría la construcción del recinto deportivo en terrenos pertenecientes a dicha casa de estudios en el Parque Laguna Carén, comuna de Pudahuel, en las afueras de Santiago, pero el proyecto fue desechado por inconvenientes con los tiempos.
En septiembre de 2014, la administración del club firmó un contrato de compraventa por un terreno en el paradero 41 de la avenida Santa Rosa, en la comuna de La Pintana. En diciembre del mismo año, la Municipalidad de La Pintana aprobó el anteproyecto de edificación del estadio en dicho terreno. El proyecto fue rechazado por parte de los habitantes de la comuna por lo que se realizaron marchas en su contra, pero en agosto de 2015 las autoridades del club anunciaron que el plan seguiría adelante.
Sin embargo Andrés Weintraub, representante de la Casa de Bello en la concesionaria, confirmó que la comisión que gestionaba el futuro estadio no siguió trabajando en el proyecto desde hace un año, siendo Weintraub parte de esa comisión. Aunque Azul Azul compró un pequeño terreno aledaño al proyecto del estadio de 5 Ha en marzo de 2016, el proyecto del estadio se ve una vez más paralizado por falta de dinero y de recursos para realizarlo.